# Stetsonia coryne
Stetsonia coryne là một loài thực vật có hoa trong họ Cactaceae. Loài này được (Salm-Dyck) Britton & Rose miêu tả khoa học đầu tiên năm 1920.

## Hình ảnh

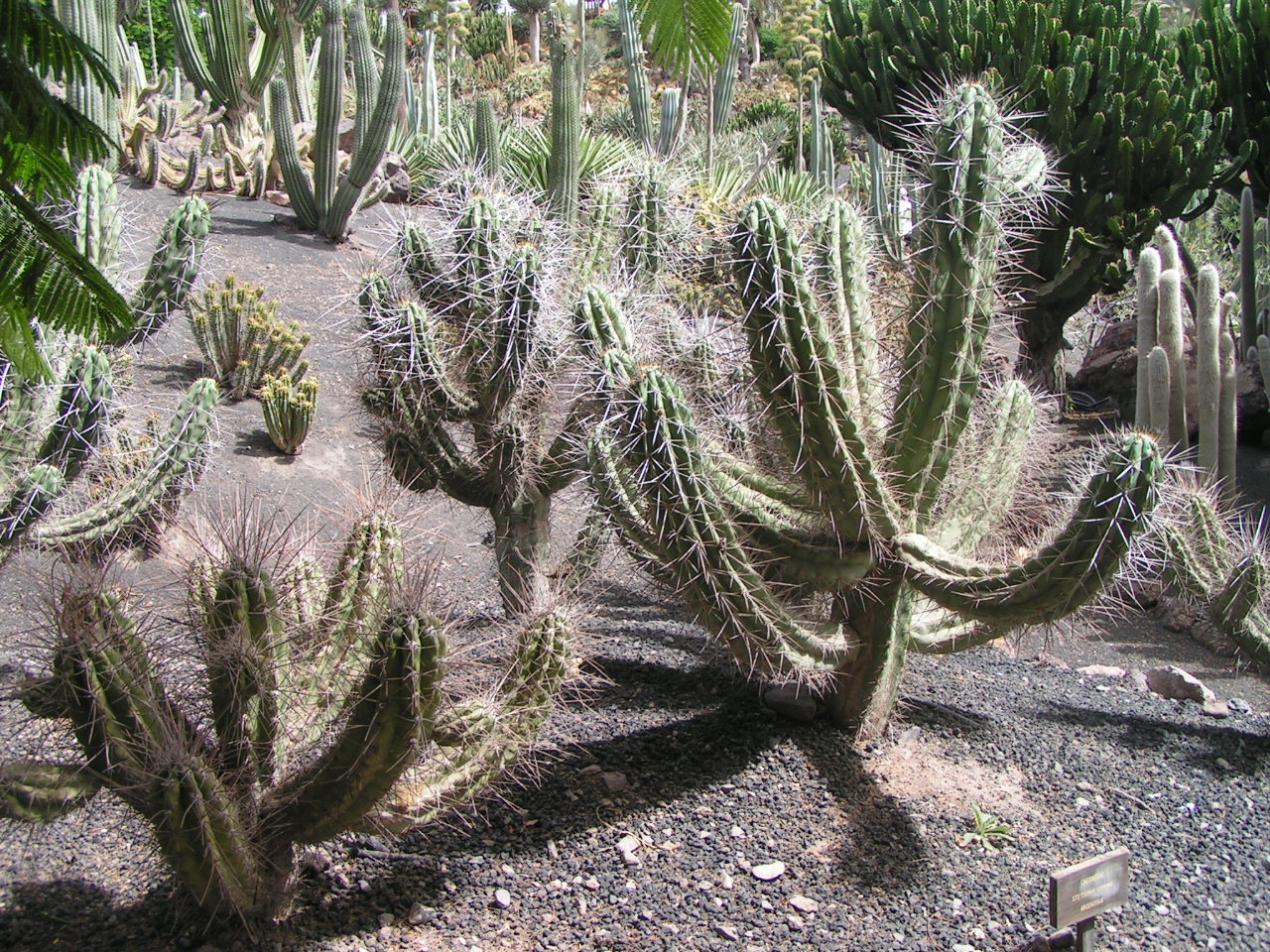
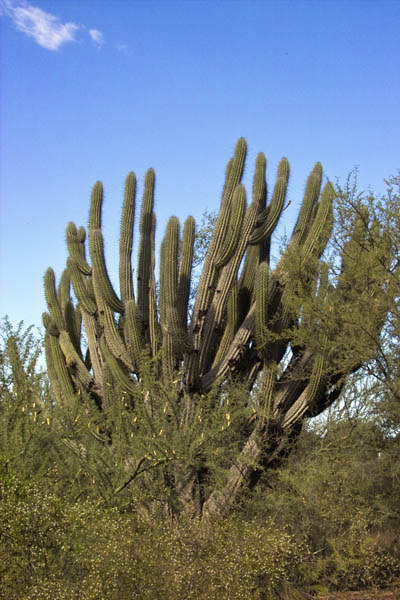
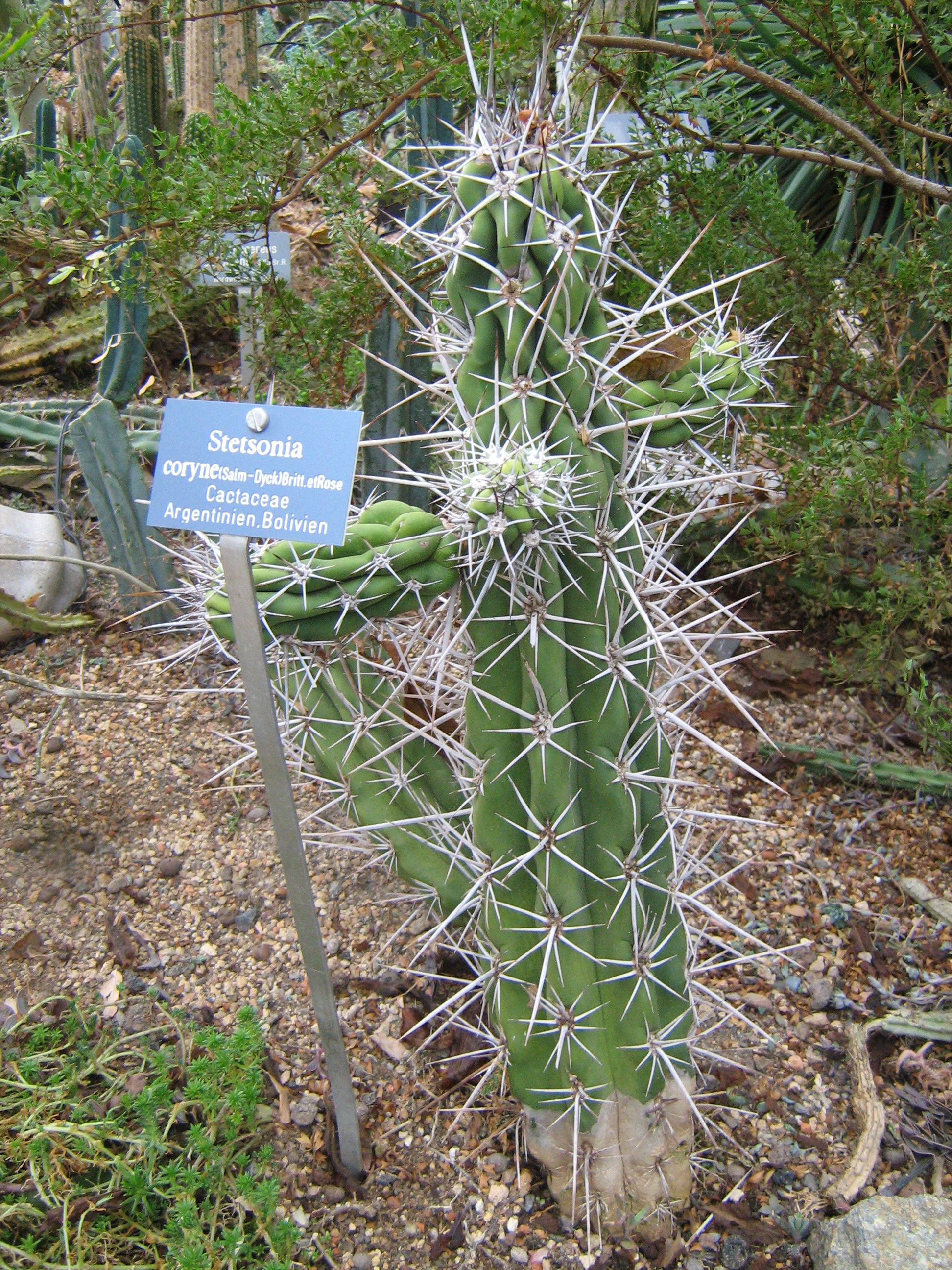
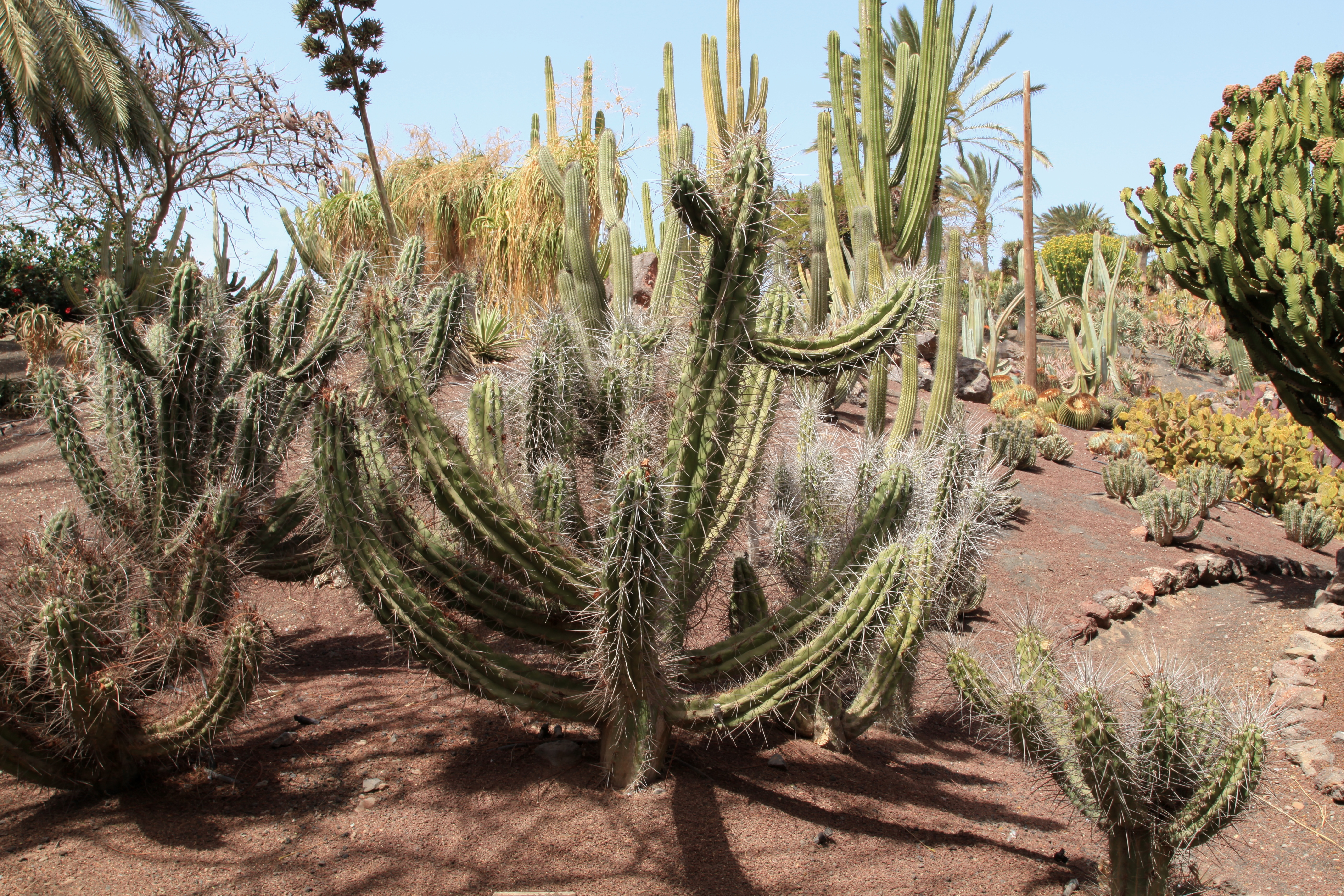